# Joanka (Kępno)
Pour les articles homonymes, voir Joanka.
Joanka est une localité polonaise de la gmina de Baranów, située dans le powiat de Kępno en voïvodie de Grande-Pologne.